# Сфагнум болотный
Сфагнум болотный (лат. Sphagnum palustre) — типовой вид рода Сфагнум семейства Сфагновые (Sphagnaceae).

## Местообитание
Произрастает в заболоченных лесах, на болотах.

## Ареал
Произрастает в Европе, Азии, Северной Америке, Австралии. В России встречается повсеместно.

## Синонимы
- Sphagnum cymbifolioides Breutel
- Sphagnum cymbifolium (Ehrh.) Hedw.
- Sphagnum deflexum Gilib.
- Sphagnum glaucum H.Klinggr.
- Sphagnum japonicum Warnst.
- Sphagnum klinggraeffii Roll
- Sphagnum latifolium Hedw.
- Sphagnum lonchocladum Müll.Hal.
- Sphagnum oblongum P.Beauv.
- Sphagnum obtusifolium Ehrh.
- Sphagnum sulphureum Warnst.
- Sphagnum vulgare Michx.